# حزب الحركة القومية للديمقراطية المباشرة
حزب الحركة القومية للديمقراطية المباشرة حزب قومي عروبي أردني تأسس بتاريخ 10 تموز 1997. من قياداته نشأت أحمد وهو الأمـين العـام. يُصنف الحزب بأنه يمين معارض للحكومة. شارك الحزب بالانتخابات البلدية والنيابية (البرلمانية) في الأردن.